# مجتبی رحیمی
مجتبی رحیمی (زاده ۱۳۲۴ در تهران) مدیر فیلم‌برداری اهل ایران است.

## مدیر فیلم‌برداری
- کبریت سوخته (۱۳۹۴)
- دریاکنار (۱۳۹۳)
- ۲ دوست (۱۳۹۳)
- وروجک‌ها (۱۳۹۳)
- کالسکه (۱۳۹۲)
- کبریت سوخته (۱۳۹۱)
- پنجشنبه آخر ماه (۱۳۹۰)
- دوازده صندلی (۱۳۹۰)
- ساعت شلوغی (۱۳۹۰)
- داماد خجالتی (۱۳۸۹)
- نامزد آمریکایی من (۱۳۸۷)
- نظام از راست (۱۳۸۷)
- احضار شدگان (۱۳۸۶)
- کلاهی برای باران (۱۳۸۵)
- هر چی تو بخوای (۱۳۸۵)
- چپ دست (۱۳۸۴)
- سرتو بدزد رفیق (۱۳۸۴)
- قلقلک (۱۳۸۴)
- هوو (۱۳۸۴)
- شاخه گلی برای عروس (۱۳۸۳)
- شارلاتان (۱۳۸۳)
- کوچولوی خوش شانس (۱۳۸۳)
- آزادی سرخ (۱۳۸۲)
- بله برون (۱۳۸۲)
- شب کایت‌ها (۱۳۸۲)
- دختری در قفس (۱۳۸۱)
- زهر عسل (۱۳۸۱)
- اتانازی (۱۳۸۰)
- بی تو تنهایم (۱۳۸۰)
- غزل (۱۳۸۰)
- نغمه (۱۳۸۰)
- از صمیم قلب (۱۳۷۹)
- ازدواج غیابی (۱۳۷۹)
- صدای سخن عشق (۱۳۷۹)
- بادام‌های تلخ (۱۳۷۸)
- دختران انتظار (۱۳۷۸)
- عشق + ۲ (۱۳۷۷)
- علف‌های هرز (۱۳۷۷)
- پشت دیوار شب (۱۳۷۶)
- خفاش (۱۳۷۶)
- آینه و مرداب (۱۳۷۴)